# 金戸恵太
金戸 恵太（かねと けいた、1967年4月29日 - ）は、日本の元飛込競技選手。ミキハウスに所属した。東京都練馬区出身、埼玉県川口市在住。日大豊山高校、日本大学卒業。

## 略歴
元飛び込み五輪代表・金戸俊介と、同じく元飛び込み五輪代表・（旧姓）渡辺久美子の間に生まれ、幼少時から飛び込みに取り組み日本を代表する飛び込み選手に成長する。
ソウルオリンピック、バルセロナオリンピック、アトランタオリンピックに出場する。1992年、バルセロナオリンピックの男子高飛び込みで8位入賞の快挙を成し遂げた。この入賞によって金戸は、1936年のベルリンオリンピックの男子板飛び込みで柴原恒雄が4位に入賞して以来、一人の入賞者も出せなかった日本飛び込み界に56年ぶりの入賞をもたらした。
引退後はミキハウスで指導者に転身し、2004年のアテネオリンピックでは日本選手団コーチを務めた。2005年4月から金戸ダイビングクラブ（旧ミキハウスダイビングクラブ）で2017年3月まで若手の育成に当たっていた。なお、2007年からセントラルスポーツにも在籍し、指導者活動を継続している。
1997年9月9日、同じくソウル・バルセロナ・アトランタ五輪に出場した飛び込み選手・元渕幸と結婚する。1男2女の父であり、子供は3人とも飛び込み選手である（金戸華は長女、金戸凜は次女）。親子3代の五輪出場を目指している。
2008年6月14日公開の飛込競技を題材にした映画『DIVE!!』では撮影前の合宿時から選手役を演じた俳優のダイビング指導をし、劇中でも川口コーチ役として出演している。